# Віллароза
Віллароза (італ. Villarosa, сиц. Villarosa) — муніципалітет в Італії, у регіоні Сицилія,  провінція Енна.
Віллароза розташована на відстані близько 500 км на південь від Рима, 95 км на південний схід від Палермо, 9 км на захід від Енни.
Населення — 5038 осіб (2014).

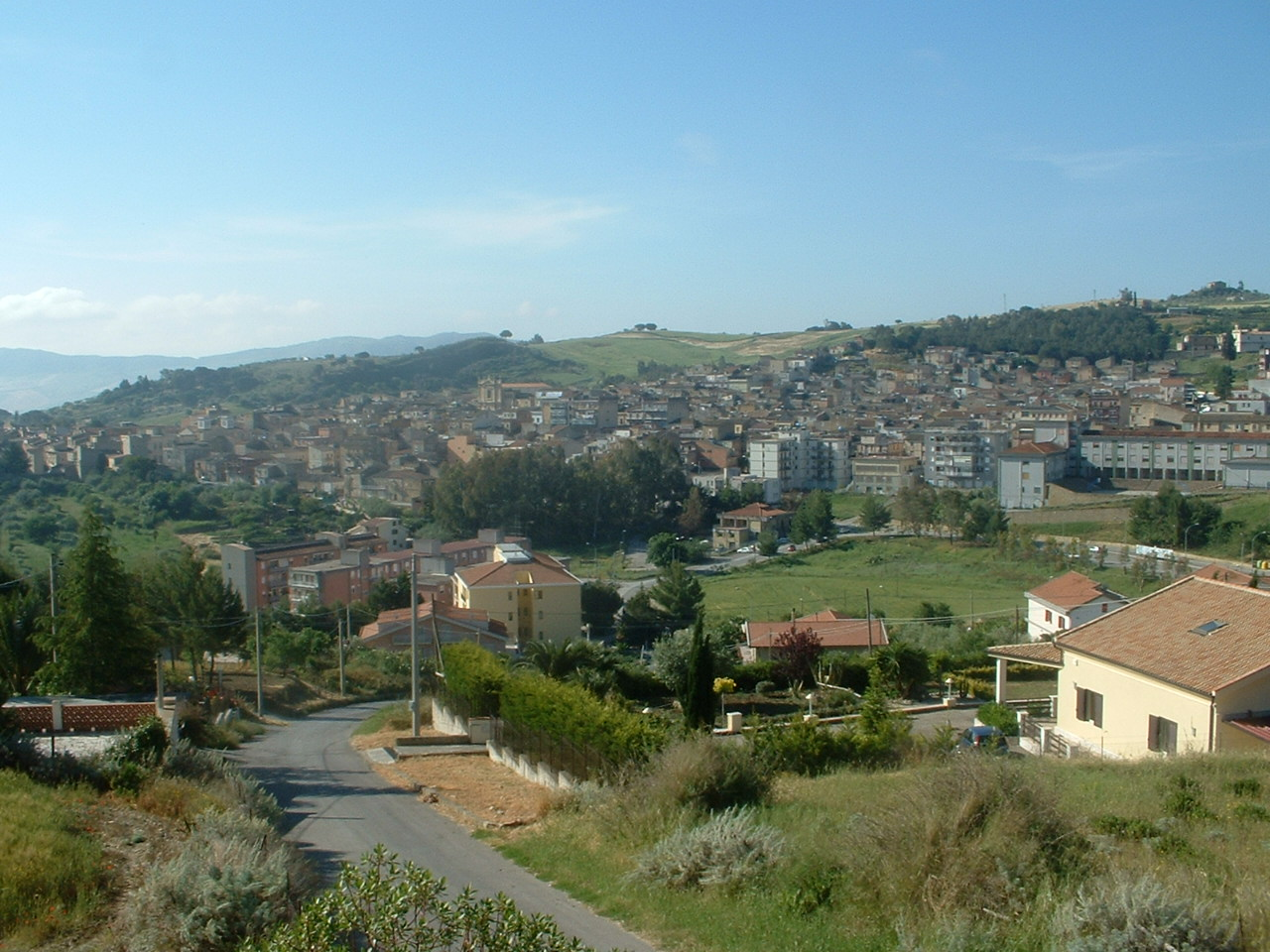

Щорічний фестиваль відбувається 10 серпня. Покровитель — San Giacomo.

## Демографія
Населення за роками:

Станом на 1 січня 2023 року в муніципалітеті офіційно проживало 145 іноземців з 24 країн, серед них 85 громадян країн Євросоюзу.

## Сусідні муніципалітети
- Алімена
- Бомп'єтро
- Калашибетта
- Енна
- Санта-Катерина-Віллармоза